# Czasznica miskowata

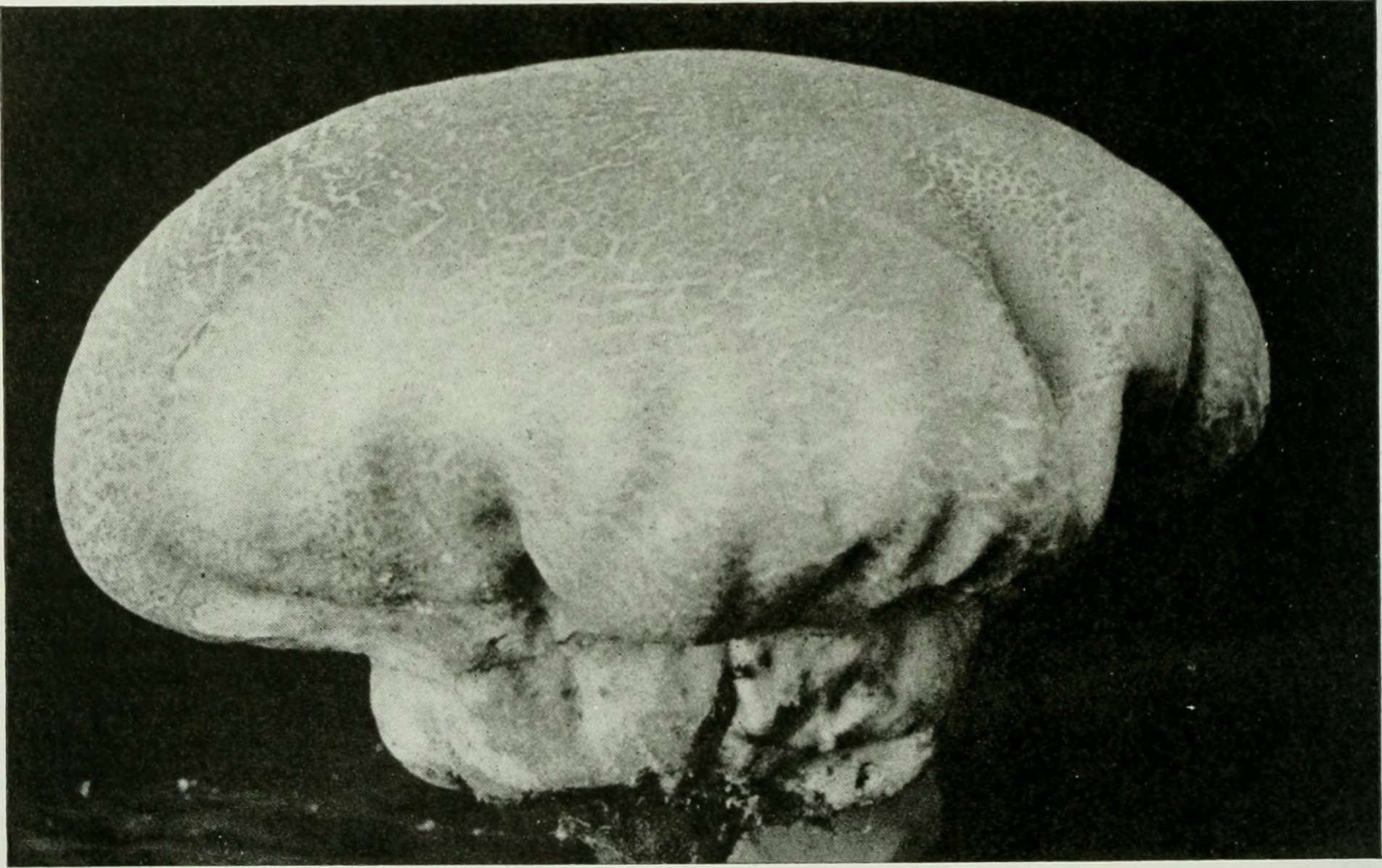

Czasznica miskowata (Calvatia cyathiformis (Bosc) Morgan) – gatunek grzybów należący do rodziny purchawkowatych (Lycoperdaceae).

## Systematyka i nazewnictwo
Pozycja w klasyfikacji: Calvatia, Lycoperdaceae, Agaricales, Agaricomycetidae, Agaricomycetes, Agaricomycotina, Basidiomycota, Fungi (według Index Fungorum).
Po raz pierwszy takson ten zdiagnozował w roku 1811 Louis Augustin Guillaume Bosc, nadając mu nazwę Lycoperdon cyathiforme. Obecną, uznaną przez Index Fungorum nazwę nadał mu w roku 1890 Andrew Price Morgan przenosząc go do rodzaju Calvatia.
Synonimy łacińskie:

- Calvatia cyathiformis (Bosc) Morgan 1890 f. cyathiformis
- Calvatia cyathiformis f. fragilis (Quél.) A.H. Sm. 1964
- Calvatia cyathiformis (Bosc) Morgan 1890 subsp. cyathiformis
- Calvatia cyathiformis subsp. fragilis (Quél.) Dring 1964
- Calvatia fragilis (Quél.) Morgan 1890
- Lycoperdon cyathiforme Bosc 1811
- Lycoperdon fragile Vittad. 1843
- Utraria fragilis Quél. 1886

Nazwę polską nadała Wanda Rudnicka-Jezierska w 1991 r.

## Morfologia
Owocnik
Duże, o średnicy 6–12 cm i wysokości do 10 cm, mniej więcej kulisty, lub odwrotnie gruszkowaty. Posiada szeroką podstawę, z której wyrasta gruby sznur grzybniowy. U młodych owocników egzoperydium białe, omszone lub szorstkie. Podczas dojrzewania owocnika pęka dużymi, nieregularnymi i odpadającymi płatami odsłaniając cienkie endoperydium. Początkowo jest ono białawe, potem ciemnieje, i podczas pękania egzoperydium jest już szarobrązowe z purpurowym odcieniem. Rozpada się aż do podglebia odsłaniając glebę.
Gleba u młodych owocników biała, u dojrzałych brązowofioletowa, pylista. Od zwartego i jaśniejszego podglebia oddzielona jest cienką diafragmą.
Cechy mikroskopowe
Zarodniki kuliste, o rozmiarach 3–6 μm, pokryte kolcami o długości 0,5–1 μm, hialinowe, w KOH hialinowe, w odczynniku Melzera brązowe. Włośnia o średnicy 2,5 μm i ścianie grubości około 0,5 μm, gładka lub bardzo drobno chropowata, słabo rozgałęziona,
septowana.

## Występowanie
Poza Antarktydą czasznica miskowata występuje na wszystkich kontynentach. W Ameryce Północnej jest częsta (poza zachodnim wybrzeżem), w Europie znana jest w niektórych tylko krajach. W Polsce do 2003 r. podano tylko dwa jej stanowiska. Znajduje się na Czerwonej liście roślin i grzybów Polski. Ma status E – gatunek wymierający.
Saprotrof. Owocniki pojawiają się na otwartych, suchych i nasłonecznionych terenach, wśród roślinności kserotermicznej.

## Gatunki podobne
- czasznica olbrzymia (Calvatia gigantea) odróżnia się nie tylko większymi rozmiarami, ale także bardziej gładką i bardziej białą powierzchnią owocnika[5]
- purchawka oczkowana (Lycoperdon utriforme). Endoperydium po dojrzeniu pęka tylko na szczycie, wskutek czego nie powstaje z niego tak płytka miska, jak u czasznicy miskowatej[4].